# Graffias
Graffias ist die Bezeichnung des Sterns ξ Scorpii (Xi Scorpii). Graffias ist ein schon in Fernrohren ab 5 Zentimeter Objektivöffnung auflösbarer Doppelstern, bestehend aus einem +4,2 mag hellen Stern der Spektralklasse F5 und einem +7,3 mag hellen Stern der Spektralklasse G7.
Der Winkelabstand zwischen beiden Sternen beträgt 7,7' und der Positionswinkel der lichtschwächeren Komponente bezüglich des Hauptsterns hat den Wert 47 Grad.
Graffias ist rund 93 Lichtjahre von der Erde entfernt.
Koordinaten (Äquinoktium 2000.0)
- Rektaszension: 16h04m22.10s
- Deklination: −11°22'23.0"